# Lex Valeria de provocatione
La lex Valeria de provocatione va ser una llei establerta potser l'any 449 aC per Luci Valeri Potit i el seu col·lega al consolat Marc Horaci Barbat, que establia que no podria existir cap magistrat les decisions del qual no poguessin ser apel·lades pel poble. I que qualsevol llei que establís un magistrat contra aquesta regla podia ser assassinat impunement per qualsevol persona. Una llei complementària, la Duilia de magistratibus, tractava únicament dels cònsols. Aquesta llei va ser coneguda també com a lex Valeria Horatia.
Una altra llei amb el mateix nom es va aprovar l'any 300 aC quan era cònsol Marc Valeri Corvus (que la va proposar) i que va renovar la llei antiga que impedia executar la pena imposada quan hi havia apel·lació al poble. La causa de la seva renovació va ser perquè es vulnerava amb freqüència.